# 임기역
임기역(Imgi station, 林基驛)은 경상북도 봉화군 소천면 임기리에 위치한 영동선의 철도역이다.
동해역과 영주역 그리고 동대구역간을 운행하는 열차가 1일 왕복 2회 운행한다.

## 역명 유래
마을주위에 작은숲이 둘러싸고 있다하여 소림, 소림에서 북쪽으로 송림이 우거진곳을 대림이라 통칭했으나 현재 이들을 숲터, 임기로 지칭하면서 붙여진 이름이다.

## 연혁
- 1956년 1월 1일 : 배치간이역으로 영업 개시[1]
- 1957년 7월 25일 : 역사 신축 준공과 동시에 보통역으로 승격
- 1993년 4월 10일 : 소화물 취급중지[2]
- 2004년 9월 1일 : 화물취급 중지[3]
- 2013년 11월 7일 : 무배치간이역으로 격하 및 철도승차권 단말기 철거

### 승강장
| ↑현동     |
| 승강장 \| |
| 춘양↓     |

| 승강장 | 영동선 | 무궁화호 누리로 | 동대구·영주·동해 방면 |

## 사진

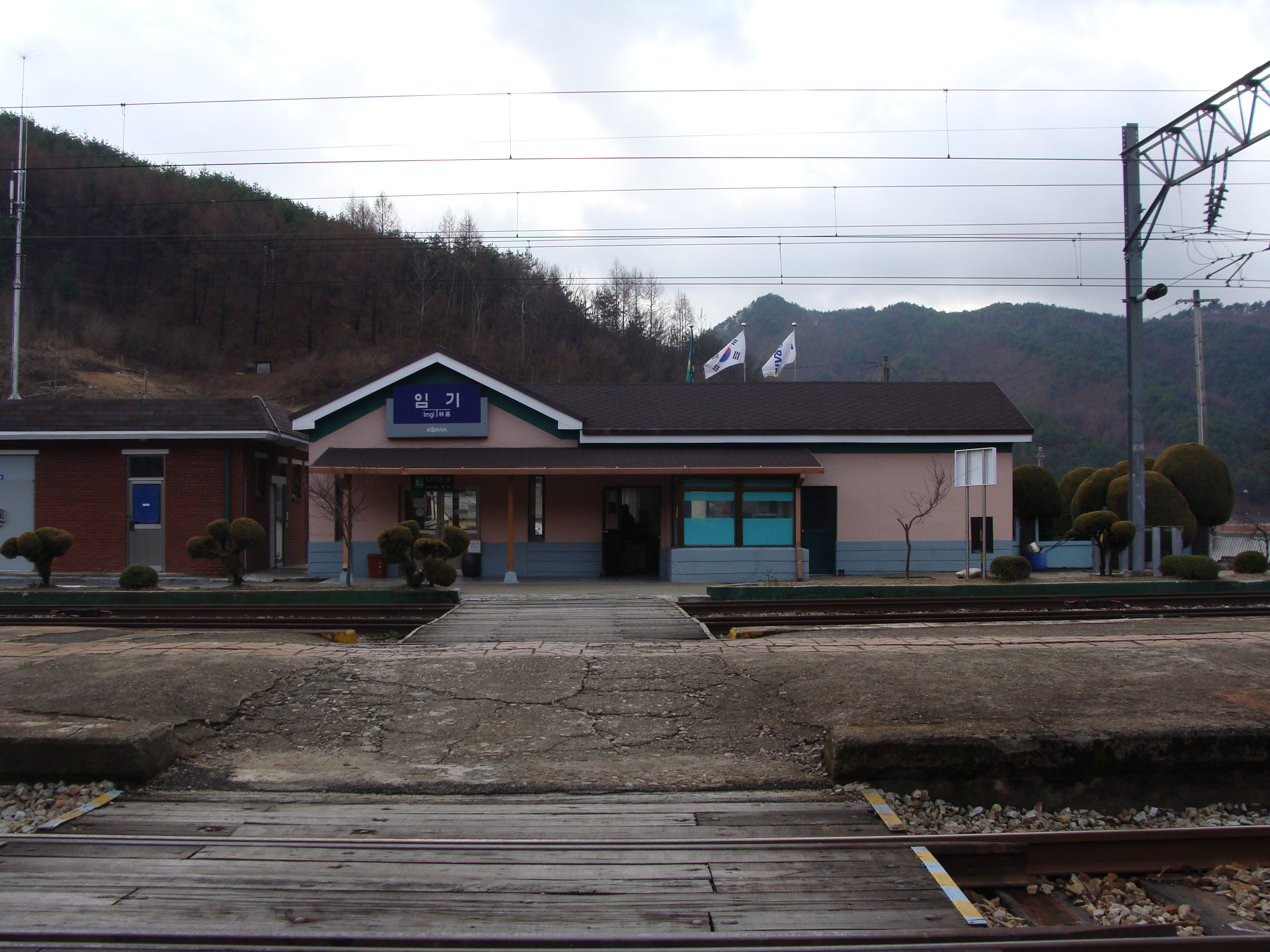
역사 뒷면
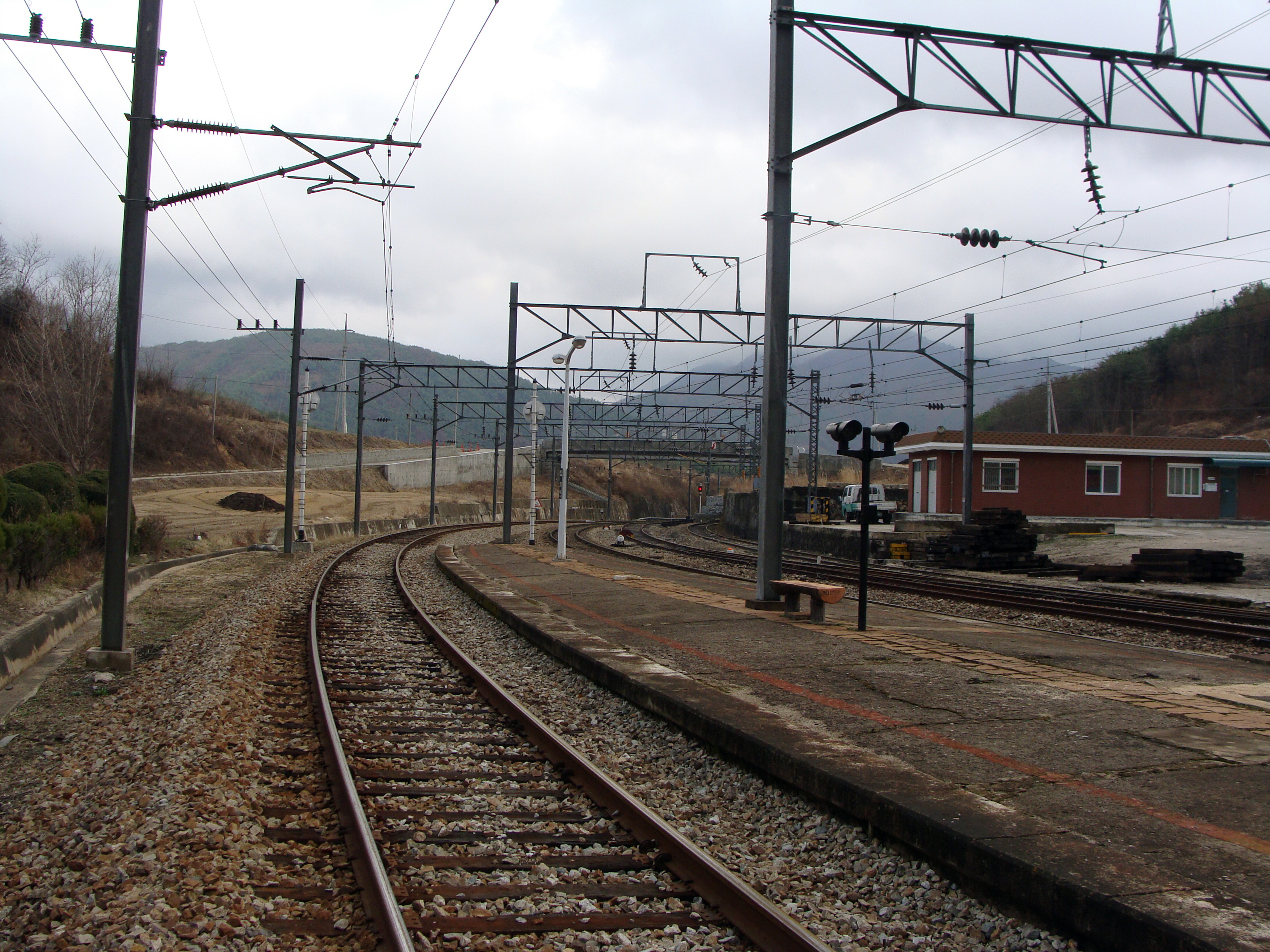
강릉 방향 승강장
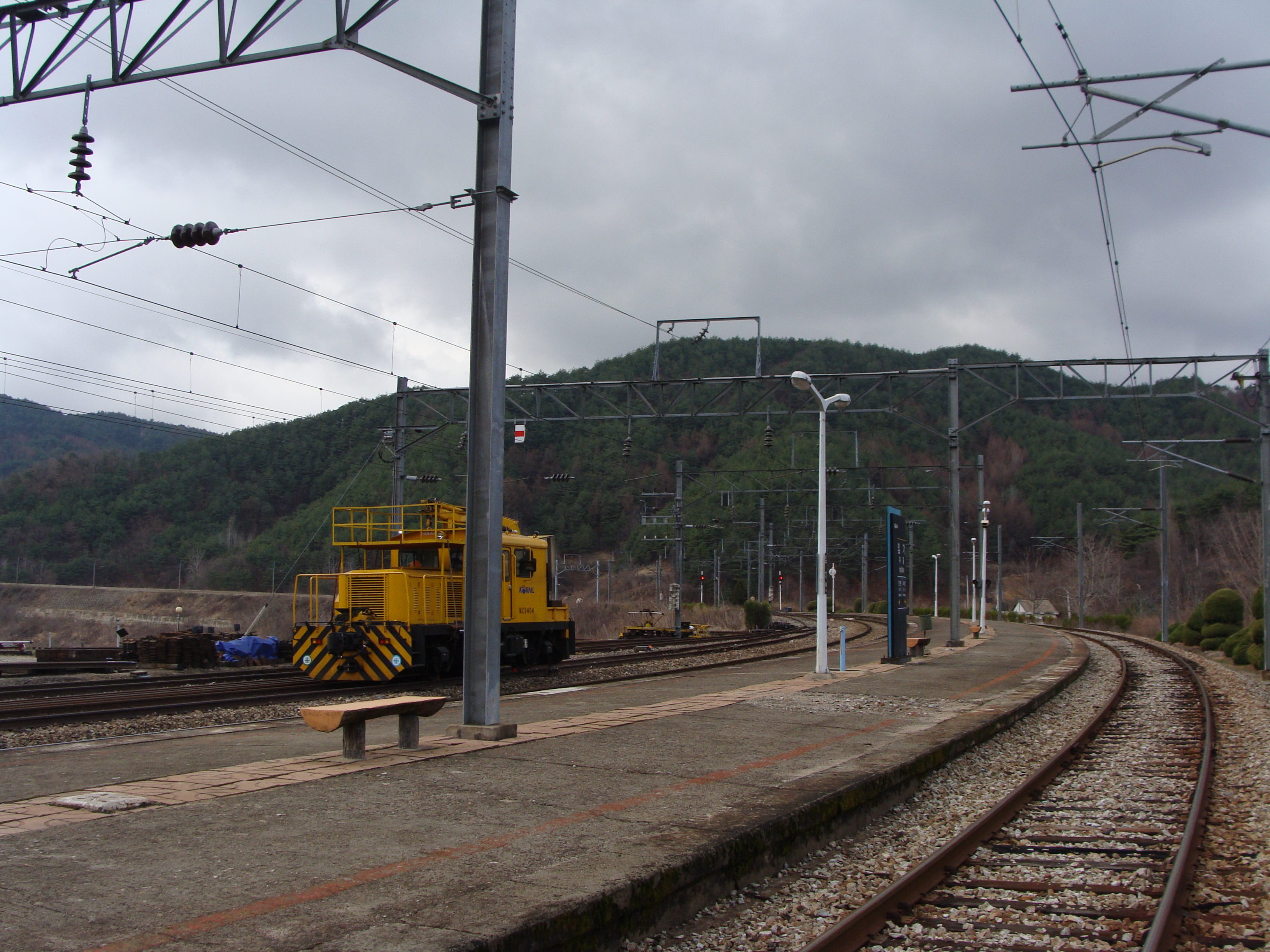
영주 방향 승강장
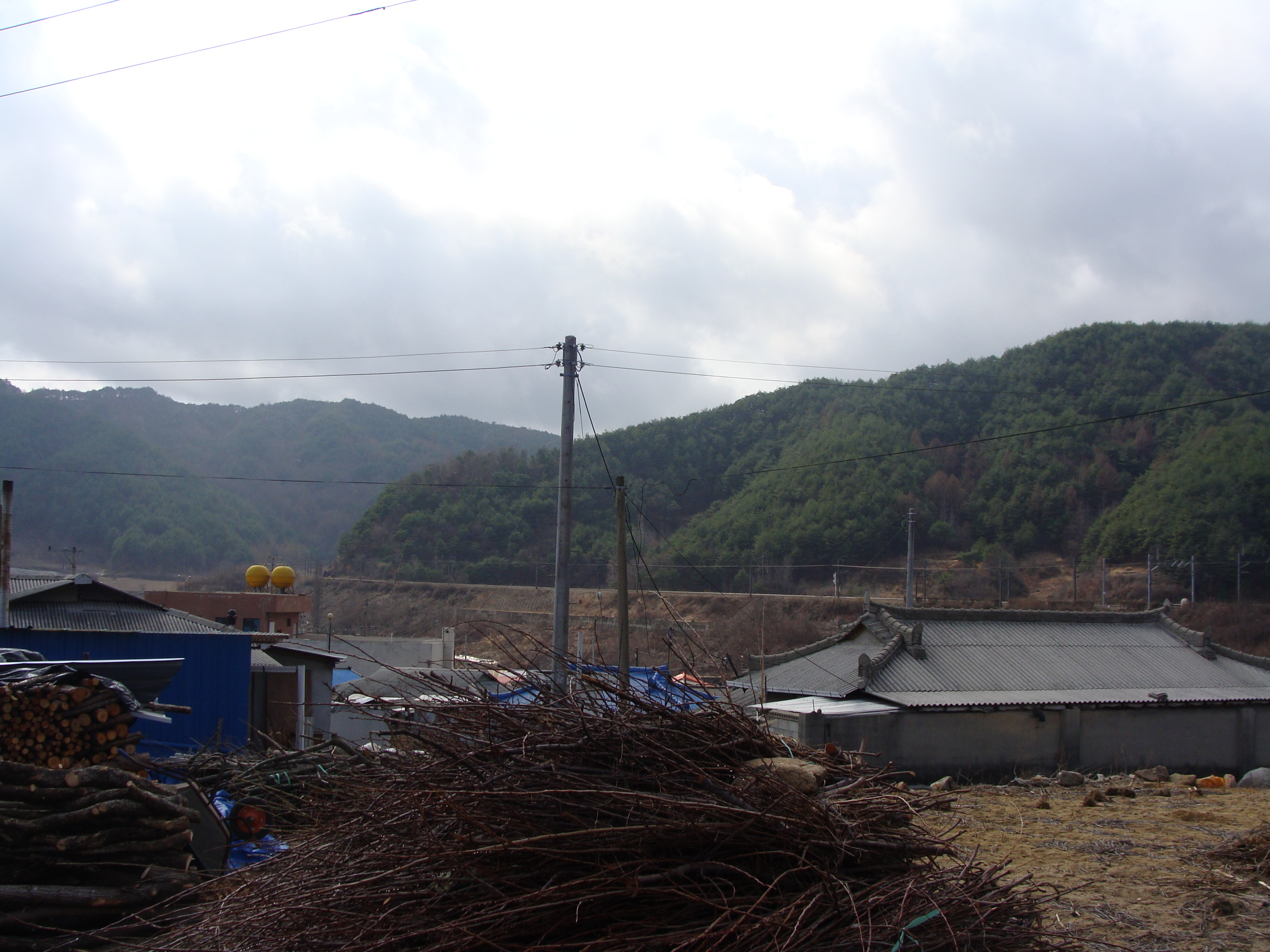
임기역 밖에서 바라본 영주 방향 선로

## 인접한 역
| 영동본선         | 영동본선        | 영동본선       |
| ---------------- | --------------- | -------------- |
| 춘양 동대구 방면 | 무궁화호 영동선 | 현동 동해 방면 |
| 춘양 영주 방면   | 무궁화호 영동선 | 현동 동해 방면 |